# The Neverhood
The Neverhood je videoigra koja koristi animaciju od plastelina. To je prva videoigra studija Neverhood, Inc., ali druga igrica Douglasa TenNapela, autora Earthworma Jima, jedne klasične stare Jump and Run igrice iz 1995, slična Super Mariju Brosu. Igru je izdao Dreamworks Studios. Neverhood je višestruko nagrađivana igra avanturističkog žanra. Igra ne daje velike mogućnosti prostora, ali zato omogućuje igraču velike mogućnosti ići bilo kamo u jednoj prostoriji. 
Zbog zabavne i pomalo vrckaste animacije, smiješnih likova i neobične glazbe koju je skladao Terry Scott Taylor, ova nagrađivana igra dobila je veliki broj obožavatelja koji ju i danas smatraju kultnom, iako se više ne proizvodi i većinom ju je teško nabaviti. Od 2006. postoje mnoge web stranice obožavatelja posvećene The Neverhoodu. I CD s glazbom iz igre, Imaginarium: Pjesme iz Neverhooda (Imaginarium: Songs from the Neverhood) još se uvijek dobro prodaje.
Unatoč izgledu koji se može doimati djetinjastim i smiješnim, sama je igra veoma teška i zahtijeva mnogo bilježenja simbola i boja (sama igra nema potprogram koji bi spremao te bilješke). The Neverhood je smatran jednom od najtežih igara avanturističkog žanra čak i po današnjim standardima. Iako je bila popularna među mlađom populacijom, igra je bila namijenjena osobama starijima od 17 godina.
The Neverhood je dobio dobre kritike, ali nije bio komercijalni hit. Sredinom 1990-ih popularnost avanturističkih igara počela je opadati. I nekoliko drugih avanturističkih igara koje su napravljene u tom razdoblju, a koje je kritika odobravala, nisu bile veliki komercijalni uspjesi.

## Sadržaj
Glavni je lik Klaymen, heroj i drugi sin kralja Hoborga. Sada, nažalost, Hoborg više ne kraljuje jer ga je svrgnuo njegov vlastiti sin Klogg, time što si je na glavu stavio Hoborgovu krunu i pretvorio se u čisto zlo. Cijeli Neverhood (Hoborgovo kraljevstvo) postalo je negostoljubivo: svugdje vladaju čudovišta, roboti i ovce. Cilj igre jest svrnuti Klogga i saznati više o sebi. Prilikom igre igraču vječno pomaže (ali ponekad i suprotno od toga) vjerni i naprosto luckasti Willie Trombone, Hoborgov sustanar. Igra se igra s mišem.

## Glazba
Glazbu je sastavio Terry Taylor. Album je višestruko nagrađivan i hvaljen. To je vjerojatno neka vrsta Bluesa ili Jazza.

## Nastavak
1998. izašla je Jump and Run igra slična Earthworm Jimu: Skullmonkeys, kojoj su neki nadjenuli ime Neverhood 2. Ta je igra bila namijenjena za Sonyjevu konzolu PlayStation.

## Vanjske poveznice
- The Neverhood u internetskoj bazi filmova IMDb-a
- The Neverhood - službene stranice